# Josef Calasanz Poestion

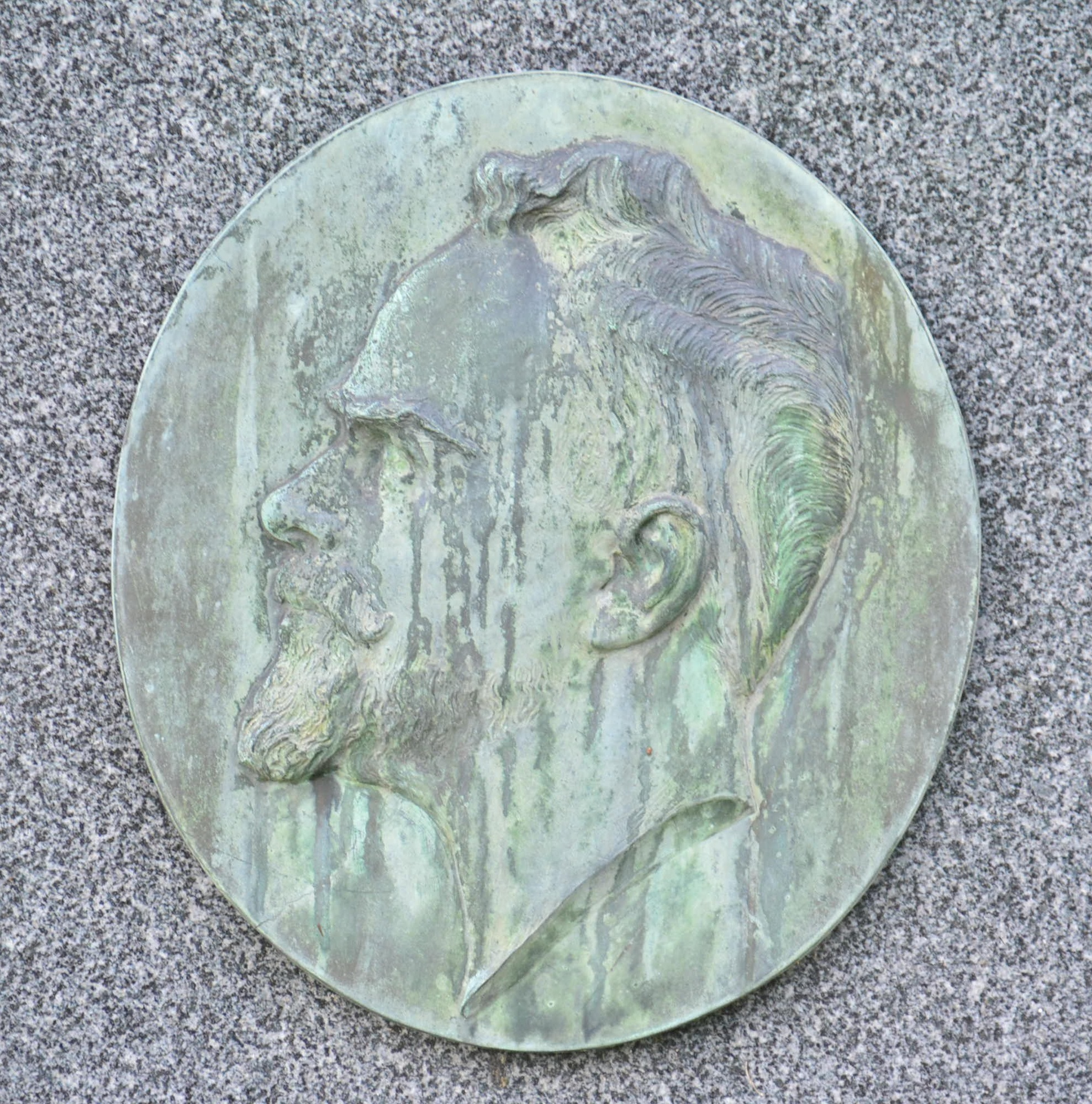
Josef Calasanz Poestion, Porträtmedaillon auf dem Ehrengrab im Wiener Zentralfriedhof

Josef Calasanz Carl Poestion (* 7. Juni 1853 in Aussee; † 4. Mai 1922 in Wien) war ein österreichischer Skandinavist.

## Leben
Der aus der Steiermark stammende Poestion, Sohn eines Salinenbeamten, getauft auf den Namen des hl. Josef Calasanz, studierte von 1873 bis 1877 in Graz und Wien Klassische Philologie und Germanistik. Danach war er zunächst als Privatgelehrter, freier Schriftsteller und Feuilletonist tätig. Ab 1886 arbeitete er in der Bibliothek des Innenministeriums, die er ab 1888 leitete, ab 1896 als Direktor. Ab 1901 war er Regierungsrat, 1913 Hofrat, 1921 Sektionschef.
Wissenschaftlich wandte sich Poestion zunächst der Antike zu, bald aber ausschließlich den Sprachen und Literaturen Skandinaviens.
Nach seinem Tod wurde Poestion auf dem Wiener Zentralfriedhof in einem Ehrengrab (Gruppe 0, Friedhofsmauer, Nummer 93) beigesetzt. 1938 wurde die Poestiongasse in Wien-Döbling nach ihm benannt. Nachdem diese 1949 in Kuhngasse umbenannt wurde, widmete man ihm 1953 die Poestiongasse in Wien-Favoriten.

## Bedeutung
Poestion war ein anerkannter Fachmann für alle skandinavischen Sprachen. In besonderer Weise befasste er sich mit Island. Er übersetzte sowohl aus dem altisländischen Schrifttum wie auch moderne Autoren, z. B. Henrik Ibsen. Poestion veröffentlichte auch unter den Pseudonymen J. Calion und Svend Christiansen. Sein meist J. C. Poestion abgekürzter Verfassername wird gelegentlich falsch als Josef Carl Poestion ausgeschrieben.

## Schriften

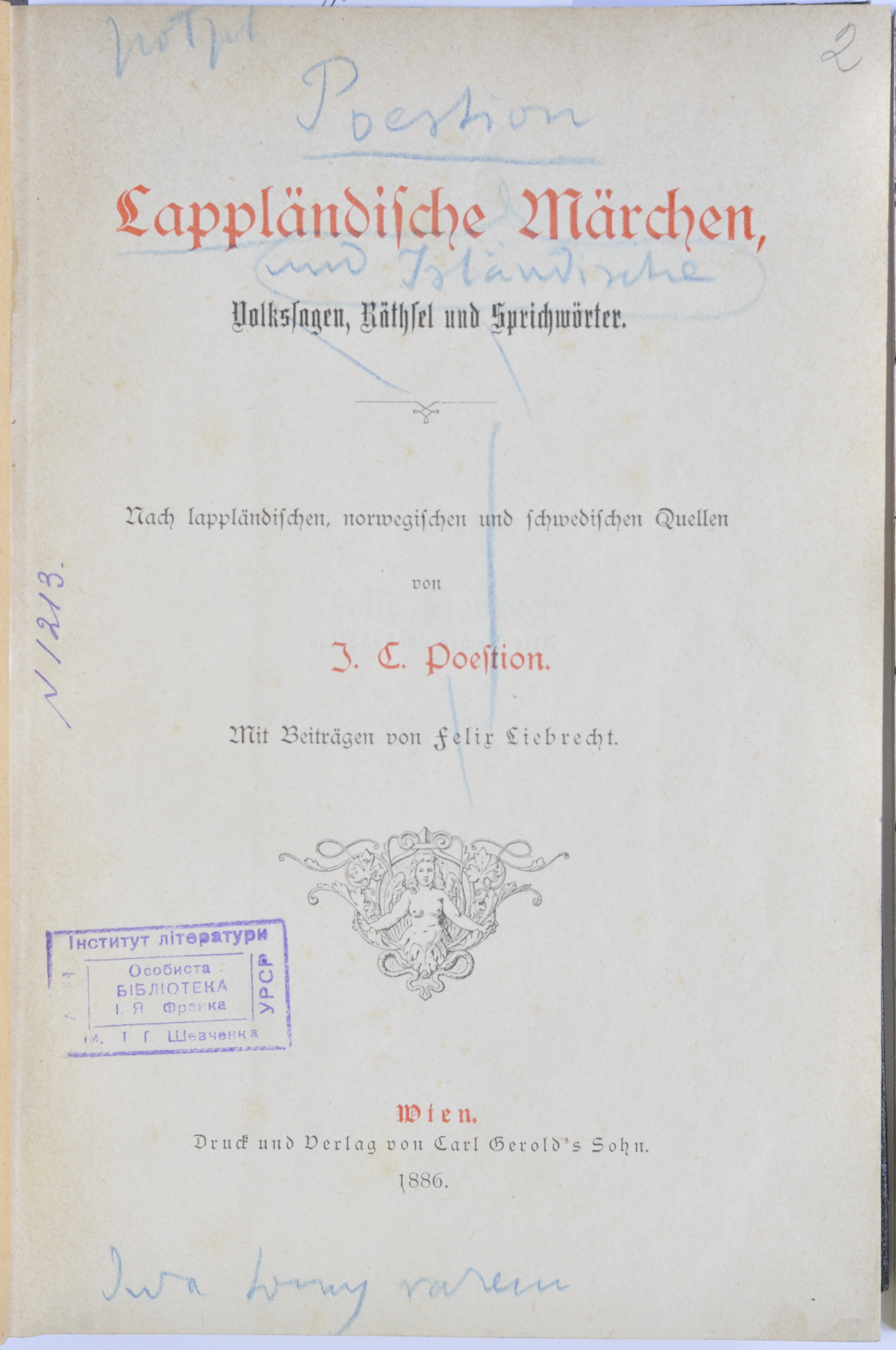
Lappländische Märchen, 1886

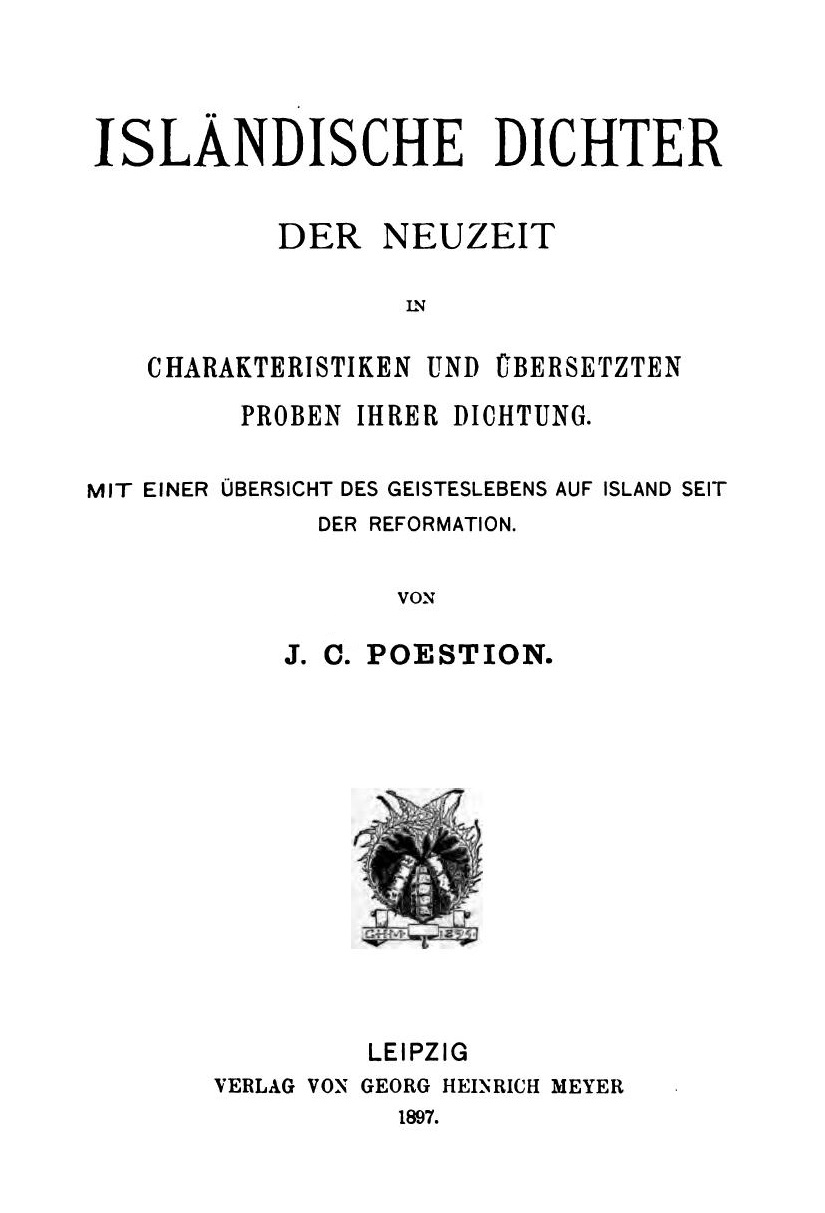
Isländische Dichter der Neuzeit, 1897

- Griechische Dichterinnen. Beitrag zur Geschichte der Frauenliteratur. Hartleben, Wien 1876.
- Neuer dänisch-norwegischer Sprachführer mit einer kurzen Grammatik und Zugabe der Aussprache eines jeden in diesem Buche vorkommenden Wortes. Brockhausen, Wien 1877.
- Griechische Philosophinnen. Zur Geschichte des weiblichen Geschlechts. Fischer: Bremen, 1882
- Aus Hellas, Rom und Thule. Cultur- und Literaturbilder. Friedrich, Leipzig 1882.
- Einleitung in das Studium des Altnordischen. Risel, Hagen i. W. 1882.
- Isländische Märchen. Gerold, Wien 1884.
- Island. Das Land und seine Bewohner nach den neuesten Quellen. Brockhausen, Wien 1885 (Digitalisat auf baekur.is).
- Lappländische Märchen, Volkssagen, Räthsel und Sprichwörter. Carl Gerolds Sohn, Wien 1886 (Digitalisat. zeno.org).
- Dänische Grammatik. Prochaska, Wien 1888.
- Die Kunst, die Dänische Sprache schnell zu erlernen. Wien o. J.
- Die Kunst, die Schwedische Sprache durch Selbstunterricht zu erlernen. Hartleben, Wien 1889.
- Schwedische Grammatik. Prochaska, Wien 1889.
- Lehrbuch der Norwegischen Sprache für den Selbstunterricht. Hartleben, Wien 1890.
- Norwegische Grammatik. Wien, 1890
- Isländische Dichter der Neuzeit in Charakteristiken und übersetzten Proben ihrer Dichtung. Mit einer Übersicht des Geisteslebens auf Island seit der Reformation. Meyer, Leipzig 1897.
- Norwegisches Lesebuch. Lesestücke in der norwegischen Reichssprache. Hartleben, Wien 1902.
- Zur Geschichte des isländischen Dramas und Theaterwesens. Mayer, Wien 1903.
- Eislandblüten. Sammelbuch neu-isländischer Lyrik mit einer kultur- und literarhistorischen Einleitung und erläuternden Glossen. Müller, Leipzig 1905.
- Friedrich Baron de la Motte Fouque und Island. Opitz, Wien 1909.
- Steingrimur Thorsteinsson, ein isländischer Dichter und Kulturbringer. Mit sechzig übersetzten Proben seiner Lyrik und seinem jüngsten Portrait. Freundesgabe zum 80. Geburtstag des Meisters. Müller, München 1912.